# Bih-Kavad Media

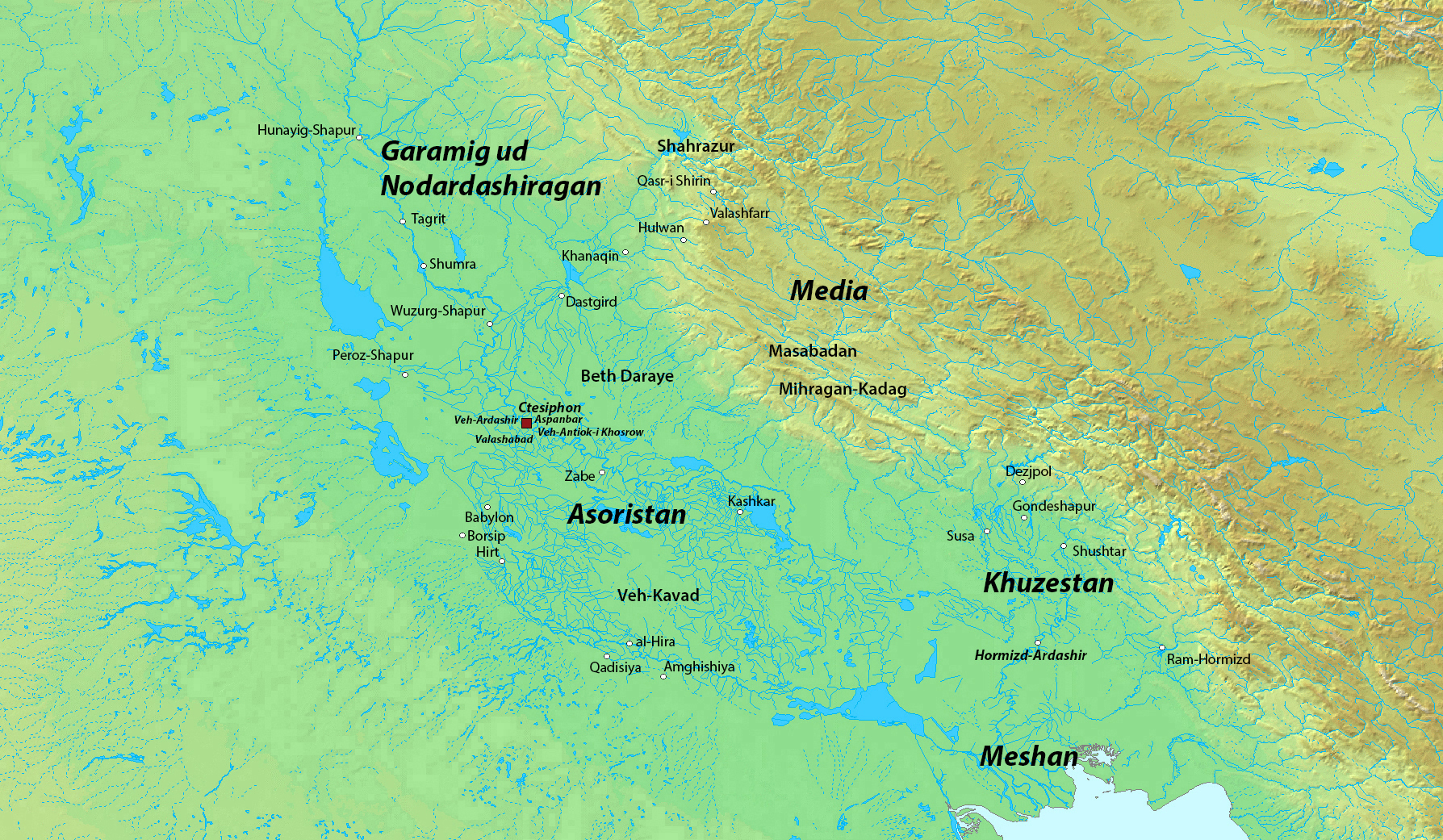
Mapa de la parte suroeste del Imperio Sasánida.

Bih-Kavad media fue una de las provincias del Imperio persa durante la era Sasánida. Abarcaba la totalidad de las ciudades actuales de Najaf y Kufa en Irak. Se sabe que sobrevivió a la conquista árabe del imperio sasánida y existió como distrito al menos hasta el siglo IX d. C.